# Оранчицы (станция)
Оранчицы (бел. Аранчыцы) — железнодорожная станция, расположенная в деревне Линово Брестской области, рядом со станцией находится деревня Оранчицы.
Станция расположена между платформами Ткачи и Прилутчина
На станции Оранчицы осуществляется пересадка на автобусы до города Пружаны.
История станции Оранчицы Архивная копия от 13 октября 2014 на Wayback Machine на сайте Линово и окрестности Архивная копия от 13 октября 2014 на Wayback Machine

## Дальнее сообщение
| № поезда | Маршрут движения    | № поезда | Маршрут движения     |
| -------- | ------------------- | -------- | -------------------- |
| 027      | Москва — Брест      | 028      | Брест — Москва       |
| 95       | Москва — Брест      | 96       | Брест — Москва       |
| 103      | Новосибирск — Брест | 104      | Брест — Новосибирск  |
| 607      | Минск — Брест       |          |                      |
| 649      | Могилёв — Брест     | 650      | Брест — Могилёв      |
| 651      | Минск — Брест       | 652      | Брест — Минск        |
| 663      | Минск — Брест       | 664      | Брест — Минск        |
| 667      | Минск — Брест       | 668      | Брест — Минск        |
| 679      | Витебск — Брест     | 680      | Брест — Витебск      |
| 761      | Барановичи — Брест  | 762      | Барановичи — Витебск |
| 763      | Барановичи — Брест  | 764      | Барановичи — Витебск |
| 765      | Барановичи — Брест  | 766      | Барановичи — Витебск |